# Montagne du Caribou
Montagne du Caribou är ett berg i Kanada.   Det ligger i provinsen Québec, i den sydöstra delen av landet, 120 km nordost om huvudstaden Ottawa. Toppen på Montagne du Caribou är 384 meter över havet. Montagne du Caribou ligger vid sjön Lac Nantel.
Terrängen runt Montagne du Caribou är kuperad österut, men västerut är den platt. Närmaste större samhälle är Mont-Tremblant, 12,7 km sydost om Montagne du Caribou. 
I omgivningarna runt Montagne du Caribou växer i huvudsak blandskog. Runt Montagne du Caribou är det mycket glesbefolkat, med 5 invånare per kvadratkilometer.